# 中野淳
中野 淳（なかの あつし､1982年〈昭和57年〉11月16日 ‐ ）は、NHKのアナウンサー。

## 人物
福島県福島市出身。福島県立福島高等学校を経て、早稲田大学政治経済学部を卒業後の2006年に入局。2010年、コラムニストの伊是名夏子と事実婚。2013年、妻の妊娠にあわせて婚姻届を提出。同年、長男誕生。2015年、長女誕生。2019年にペーパー離婚を選び事実婚に戻る。
スポーツ番組のキャスターとして数多くのパラアスリートを取材し、リオデジャネイロ・平昌・東京・北京パラリンピックで開会式や閉会式などの実況を担当。
2017年から6年間「ハートネットTV」のキャスターとして、福祉とスポーツ双方の視点からの発信を続けた。2023年7月からアナウンサーとディレクターを兼務。
現在は「ハートネットTV」の制作や、「視覚障害ナビ・ラジオ」のMCなどを担当し、パラリンピック関連の番組にも出演している。

## 嗜好・挿話
- 高校時代は陸上部に在籍[3]。
- NHKのみ空席になっていた沖縄地区の地上デジタル放送推進大使を務めた[4]。

## 現在の担当番組
- 視覚障害ナビ・ラジオ　MC（2020年4月 - ）
- 定時ニュース（不定期）

## 過去の担当番組
沖縄放送局時代（2006年度 - 2009年度）
- 沖縄県のニュース・中継・リポート
- ハイサイ!てれびすかす→ハイサイ!ニュース610（「ナマからハイサイ!」担当）
- 沖縄熱中倶楽部（交替出演）
- 着信御礼!ケータイ大喜利（2008年7月20日未明。沖縄放送局からの出演は初）

高松放送局時代（2010年度 - 2013年度）
- ゆう6かがわ（キャスター：2010年3月29日 - 2014年3月28日）
- 四国羅針盤 インターネット放送は地域を豊かにするのか（ナレーション・2012年6月15日）

東京アナウンス室時代（2014年度 - 2023年6月）
- Sportsプラス（司会）（2014年4月 - 2016年3月）
- カリスmama〜ママたちの美力選手権〜（司会）（2014年4月 - 2016年3月）
- きょうの健康（司会）（2015年4月 - 2016年3月）
- 土曜スタジオパーク（司会）（2016年4月 - 2017年3月）
- ハートネットTV キャスター（2017年4月6日 - 2023年3月）
- Nスペ5min.（ナレーション・2017年9月16日）
- シルクロード 壁画の道をゆく ナレーション（BSプレミアム・2017年10月14日）
- 体感!グレートネイチャー ナレーション（2017年12月30日・2018年6月23日）
- 地球リアル ナレーション（BS1・2018年11月24日）
- もういちど!ラジオ NHKアナウンサーとともに ことば力アップ（出演・2019年2月9日）
- シルクロード 美の回廊Ⅰ サブナレーション（BS4K・2019年3月10日）
- ヘダ号の奇跡 日本とロシア 幕末交流秘話 ナレーション（BS1・2019年3月19日）
- ワイルドライフ ナレーション（2019年4月8日・2019年5月27日）
- 2020年東京パラリンピック開会式、杉浦友紀と共に進行役（2021年8月24日）

## 同期のアナウンサー
- 池野健
- 出田奈々
- 小林陽広
- 児林大介
- 小宮山晃義
- 杉浦友紀
- 瀬田宙大
- 高橋さとみ
- 利根川真也
- 中野淳
- 吉田真人
- 和田光太郎
- 渡邊佐和子